# Інопланетний супротивник
Інопланетний супротивник (Alien Opponent) — американський телевізійний науково-фантастичний фільм 2010 року за сценарієм Джона Дулана, режисер Колін Тез. Вперше його транслювали на Chiller (телемережа)Chiller, а пізніше випустили на DVD компанією Shout! Factory.

## Про фільм
Власниця сміттєзвалища в маленькому містечку пропонує грошову винагороду тому, хто зможе вбити її непроханого гостя-інопланетянина. Він пересувається в космічному костюмі, відколи його космічний корабель врізався в її прибудову.
Кожен божевільний в радіусі 100 миль зголошується, і незабаром сміттєзвалище перетворюється на зону бойових дій людини проти людини, проти машини, інопланетян та взагалі невідомо чого.

## Знімались
| Актор          | Роль          |
| -------------- | ------------- |
| Джеремі Лондон | Бруклін Девіс |
| Родді Пайпер   | Батько Мелузо |